# Nena (calciatore)
Nena, pseudonimo di Olavo Rodrigues Barbosa (Porto Alegre, 11 luglio 1923 – Goiânia, 17 novembre 2010), è stato un calciatore brasiliano, di ruolo difensore.

## Caratteristiche tecniche
Giocava come difensore, più precisamente come centrale, sebbene avesse iniziato la carriera come laterale sinistro.

## Carriera

### Club
Crebbe nel settore giovanile dell'Internacional, con cui debuttò nel 1942; fece parte del cosiddetto Rolo Compressor (rullo compressore), squadra che vinse otto campionati statali in nove stagioni, facendo ottenere a Nena la convocazione in Nazionale nel 1947. Fu soprannominato Parada 18 (Fermata 18), da una fermata di autobus del quartiere di Tristeza. Lasciò il club nel 1951, trasferendosi nello stato di San Paolo per giocare con la Portuguesa; lì fece parte di una delle formazioni più talentuose della storia della società, che tra gli altri annoverava nei suoi ranghi Noronha (con lui e con il portiere Muca, Nena costituì una solida linea difensiva), Julinho e Pinga. Chiuse la carriera nel 1958.

### Nazionale
Ha giocato sei partite con il Brasile, venendo convocato per il mondiale di Brasile 1950; fu inoltre uno dei primi giocatori provenienti dallo Stato di Rio Grande do Sul a venire selezionato per la Nazionale.

## Palmarès

### Club

#### Competizioni nazionali
- Campionato Gaúcho: 8

Internacional: 1940, 1941, 1942, 1943, 1944, 1945, 1947, 1948
- Torneo Rio-San Paolo: 2

Portuguesa: 1952, 1955

### Nazionale
- Copa Rio Branco: 1

1947
- Coppa Oswaldo Cruz: 1

1950